# 比奇維爾

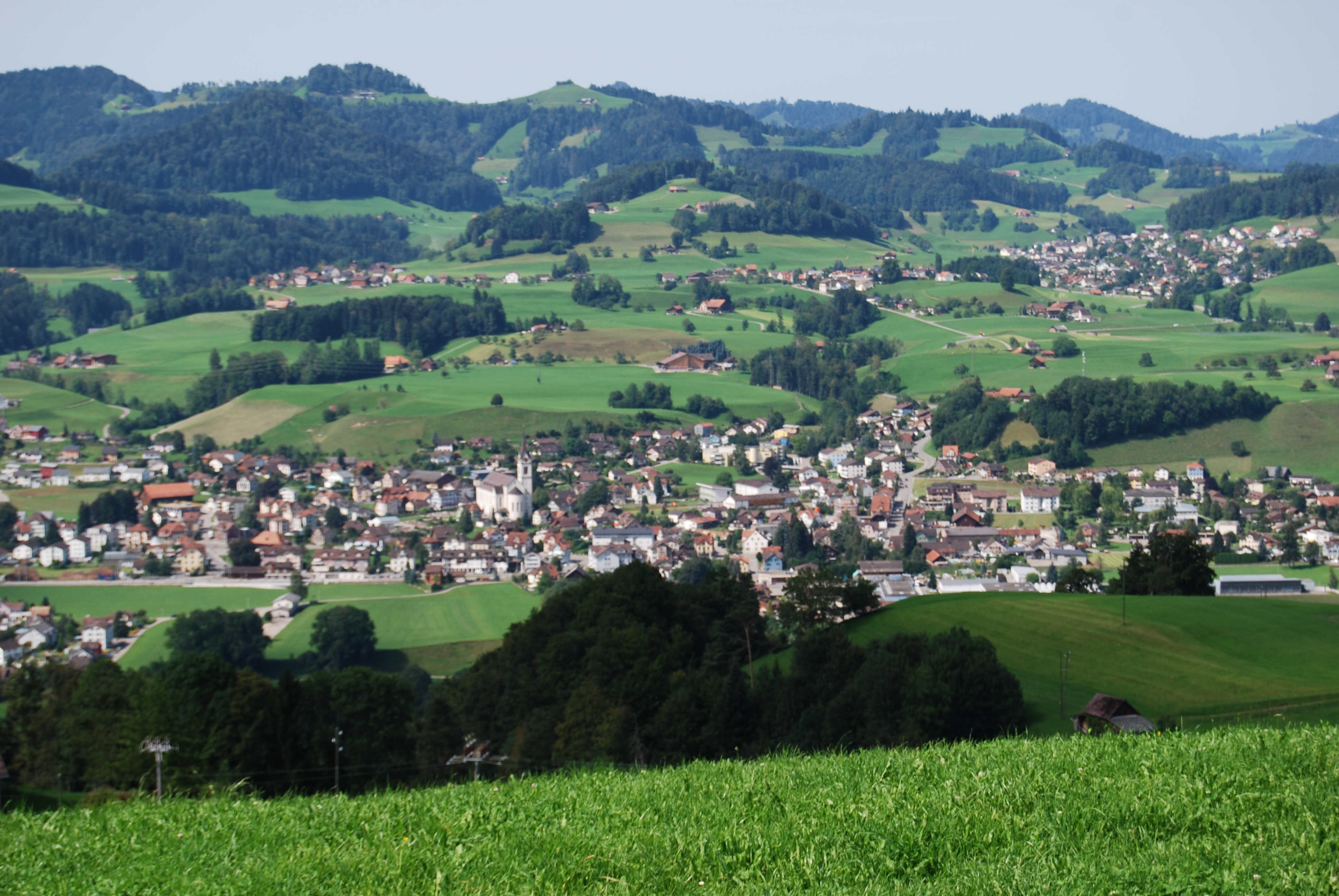

比奇維爾是瑞士的城鎮，位於該國東北部，由聖加侖州負責管轄，面積13.79平方公里，海拔高度610米，2011年人口3,365，六成半人口信奉羅馬天主教，人口密度每平方公里244人。

## 外部連結
- Official website （页面存档备份，存于） （德文）